# Aechmea correia-arauji
Aechmea correia-arauji là một loài thực vật có hoa trong họ Bromeliaceae. Loài này được E.Pereira & Moutinho mô tả khoa học đầu tiên năm 1980.